# Casa Alexander Macomb
La Casa Alexander Macomb fue la segunda mansión presidencial de Estados Unidos. Estaba situada en 39–41 Broadway en el Bajo Manhattan, Nueva York. El presidente George Washington la ocupó del 23 de febrero al 30 de agosto de 1790, durante el mandato de dos años de Nueva York como capital nacional. El edificio fue demolido en 1940.

## Macomb
Alexander Macomb fue un comerciante y especulador de tierras estadounidense nacido en Irlanda. Construyó la casa de la ciudad de cuatro pisos en el lado oeste de Broadway en 1786-1788. Macomb lo arrendó al ministro plenipotenciario francés, el conde de Moustier, quien lo ocupó hasta su regreso a París a principios de 1790.
Era una de un bloque de tres casas erigidas en 1787 y tenía cuatro pisos y un ático de alto, con un ancho de cincuenta y seis pies. Desde la parte trasera de las habitaciones principales, las puertas de vidrio se abrían a un balcón que brindaba una vista ininterrumpida del río Hudson. Al entrar, se encontraba un gran vestíbulo con un tramo continuo de escaleras hasta la parte superior de la casa. A cada lado del salón había habitaciones espaciosas de techos altos, que se usaban para los diques y las cenas y a las que Washington siempre se refería como "salas públicas".
El presidente Washington compró muebles, espejos y cortinas del ministro saliente con su propio dinero, incluidos muebles hechos en Estados Unidos al estilo francés. Algunos de estos artículos sobreviven en Mount Vernon y en otros lugares.

## Mansión Presidencial

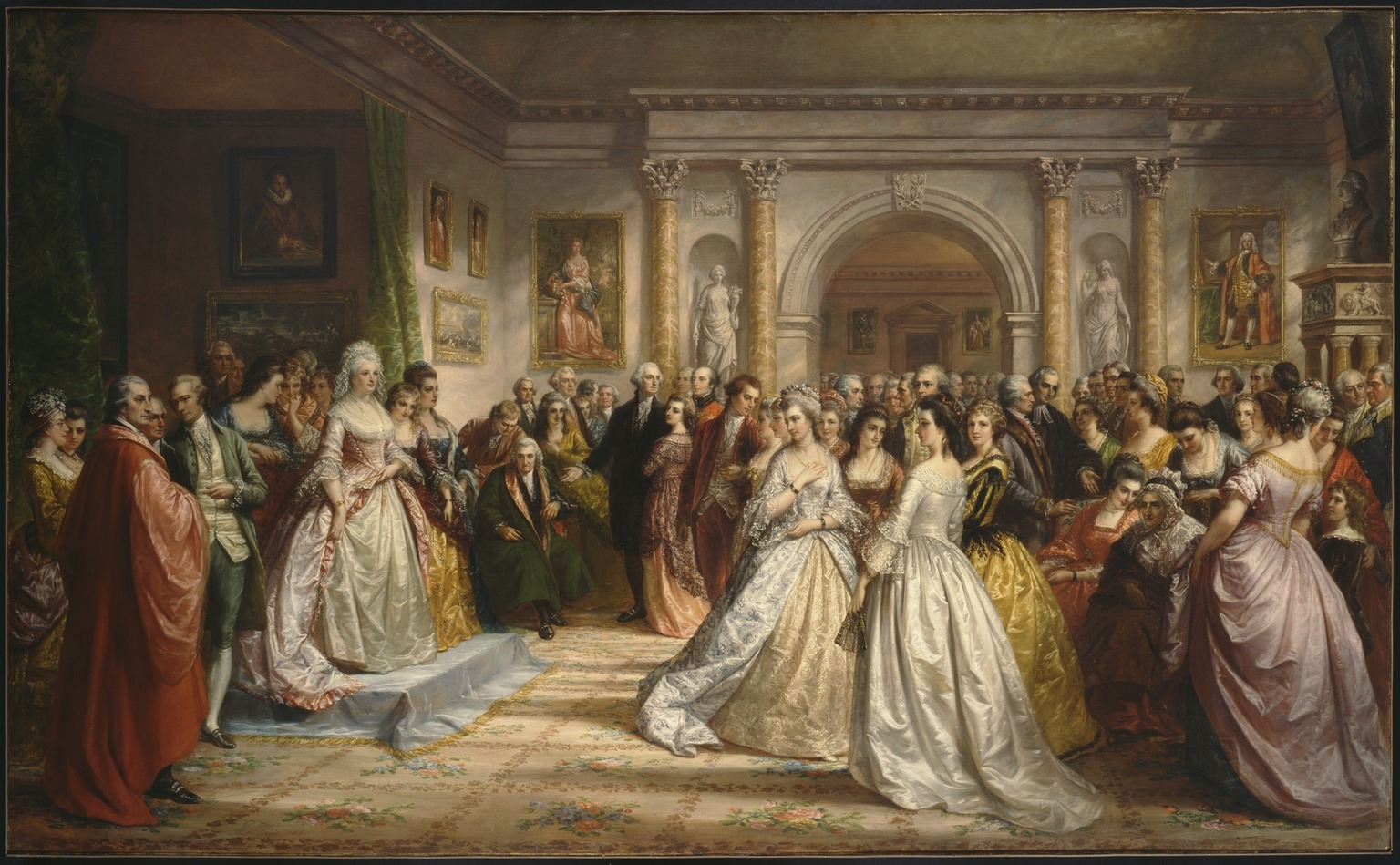
Daniel Huntington, La corte republicana: Día de recepción de Lady Washington (c. 1861), Museo de Brooklyn

La primera mansión presidencial fue la Casa Samuel Osgood en 1 Cherry Street en Manhattan, que Washington ocupó desde el 23 de abril de 1789 hasta el 23 de febrero de 1790. Había estado viviendo allí una semana antes de su toma de posesión el 30 de abril de 1789 como primer presidente de los Estados Unidos. La Casa Osgood (demolida en 1856) estaba en la parte más congestionada de Manhattan, cerca del puerto a lo largo del Río Este, y Washington la encontró pequeña para su hogar presidencial.
La Casa Macomb era significativamente más grande, ubicada en un vecindario al norte de Bowling Green.
La casa presidencial funcionaba con una plantilla de unas 20 personas, compuesta por trabajadores asalariados, sirvientes contratados y sirvientes esclavizados. La esclavitud era legal en Nueva York, y Washington trajo a 7 africanos esclavizados de Mount Vernon para trabajar en su casa presidencial: William Lee, Christopher Sheels, Giles, Paris, Austin, Moll y Oney Judge.
Dos de los nietos de Martha Washington formaban parte de la Primera Familia: Nelly Custis (nacida en 1779) y "Wash" Custis (nacida en 1781).
En virtud de la Ley de Residencia de julio de 1790, la capital nacional se trasladó a Filadelfia, Pensilvania, durante un período de 10 años mientras se construía la capital nacional permanente en el Distrito de Columbia. Washington abandonó la Casa Macomb el 30 de agosto de 1790 y regresó a Mount Vernon, deteniéndose en Filadelfia para examinar lo que se convertiría en la tercera Mansión Presidencial.

## Hotel

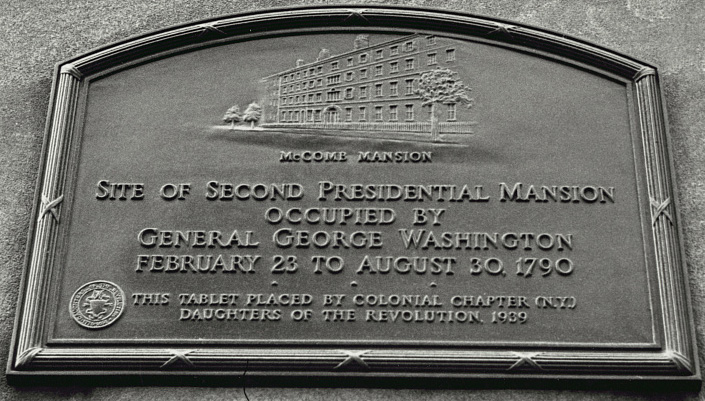
Placa de 1939 colocada por las Hijas de la Revolución.

En 1821, Macomb House se convirtió en Bunker's Mansion House Hotel: "Bunker's Mansion House, un hotel famoso, estaba situado en el número 39 de Broadway, y era una gran casa de doble ladrillo, erigida en 1786 por el general Alexander Macomb como residencia para él mismo. Era un hotel muy cómodo y bien dirigido, y lo frecuentaban principalmente familias sureñas. Bunker, que se destacó por su afabilidad con sus clientes, se hizo rico rápidamente y finalmente vendió la propiedad y se retiró del negocio".
En 1861, Daniel Huntington pintó una representación fantasiosa del interior. "El Sr. Huntington en su famosa pintura de la Corte Republicana hizo de la casa Macomb en Broadway el fondo de su imagen. Esta era una casa mucho más cómoda, a la que se trasladaron el presidente y su familia en la primavera de 1790"
En 1939, las Hijas de la Revolución erigieron una placa de bronce en el 39 de Broadway. La casa fue demolida en 1940.